# Thera tabulata
Thera tabulata là một loài bướm đêm trong họ Geometridae.